# Inopsis
Inopsis é um gênero de traça pertencente à família Arctiidae.